# Cornus friedlanderi
Cornus friedlanderi là một loài thực vật có hoa trong họ Cornaceae. Loài này được W.H.Wagner miêu tả khoa học đầu tiên năm 1990.